# Collazo Sotomayor
Collazo Sotomayor (aserbaidschanisch Kollazo Sotomayor), auch Lorenzo Sotomayor (* 16. Februar 1985 in Havanna, Kuba) ist ein aserbaidschanischer Boxer kubanischer Herkunft. Er ist der Neffe des Hochsprung-Olympiasiegers Javier Sotomayor.

## Erfolge
Sotomayor ist in Kuba geboren und aufgewachsen. Dort begann er auch mit dem Boxsport und wurde 2009 Kubanischer Meister mit Finalsieg gegen Idel Torriente. In der Saison 2012/2013 zog er nach Aserbaidschan und boxte fortan für dieses Land weiter. So gewann er 2014 die Aserbaidschanische Meisterschaft, das internationale Turnier Great Silk Way Tournament 2014 und 2015, sowie das Strandja Memorial 2015 in Bulgarien.
Bei den Europaspielen 2015 in Baku gewann er die Goldmedaille. Er hatte dabei Edin Sejdinovic, Dmitri Galagot, Daniel Niculescu, Wiktor Petrow und Vincenzo Mangiacapre besiegt. Bei den Weltmeisterschaften 2015 in Doha besiegte er Arthur Biyarslanov und Abdelkader Chadi, ehe er im Viertelfinale gegen Witali Dunaizew ausschied.
Im April 2016 gewann er die europäische Olympiaqualifikation in Samsun und schlug im Finalkampf Evaldas Petrauskas. Seine Olympiateilnahme 2016 in Rio de Janeiro krönte er mit der Silbermedaille, nachdem er unter anderem Yasniel Toledo und Artem Harutiunian besiegt hatte und erst im Finalkampf von Fazliddin Gʻoibnazarov gestoppt wurde.
Bei den Europameisterschaften 2017 blieb er medaillenlos, nachdem er im Viertelfinale gegen Mateusz Polski ausgeschieden war. Er hatte sich jedoch für die Weltmeisterschaften 2017 in Hamburg qualifiziert, wo er im ersten Kampf gegen Eslam Mohamed mit 2:3 ausschied.
Bei den Europaspielen 2019 in Minsk gewann er eine Bronzemedaille, nachdem er im Halbfinale gegen Pat McCormack unterlegen war. Bei den Weltmeisterschaften 2019 in Jekaterinburg schied er vor dem Erreichen der Medaillenränge mit 2:3 gegen Chemseddine Kramou aus.
Bei den Olympischen Spielen 2020 in Tokio unterlag er in der Vorrunde gegen den Georgier Eskerchan Madijew.